# Северинув (Люблінське воєводство)
Северинув (пол. Sewerynów) — село в Польщі, у гміні Циців Ленчинського повіту Люблінського воєводства. Населення — 60 осіб (2011).

## Історія
За даними етнографічної експедиції 1869—1870 років під керівництвом Павла Чубинського, у селі здебільшого проживали польськомовні римо-католики, меншою мірою — українськомовні греко-католики.
У 1975—1998 роках село належало до Холмського воєводства.

## Демографія
Демографічна структура станом на 31 березня 2011 року:
|          | Загалом | Допрацездатний вік | Працездатний вік | Постпрацездатний вік |
| -------- | ------- | ------------------ | ---------------- | -------------------- |
| Чоловіки | 29      | 3                  | 22               | 4                    |
| Жінки    | 31      | 5                  | 18               | 8                    |
| Разом    | 60      | 8                  | 40               | 12                   |